# Phyllogomphus coloratus
Phyllogomphus coloratus – gatunek ważki z rodziny gadziogłówkowatych (Gomphidae).